# Anthephora truncata
Anthephora truncata är en gräsart som beskrevs av Robyns. Anthephora truncata ingår i släktet Anthephora och familjen gräs.
Artens utbredningsområde är Kongo-Kinshasa. Inga underarter finns listade i Catalogue of Life.